# Auguste Lefrancq
Auguste Henri Emile Lefrancq (* 13. Februar 1889 in Lille; † unbekannt) war ein französischer Autorennfahrer.

## Karriere als Rennfahrer
Auguste Lefrancq war in den 1920er-Jahren bei Sportwagenrennen am Start. 1926 startete er gemeinsam mit Pierre Tabourin auf einem Werks-Théo Schneider 25SP beim 24-Stunden-Rennen von Le Mans und beendete das Rennen an der sechsten Stelle der Gesamtwertung. Im selben Jahr wurde er Gesamtvierzehnter beim 24-Stunden-Rennen von Spa-Francorchamps.

## Statistik

### Le-Mans-Ergebnisse
| Jahr | Team                       | Fahrzeug            | Teamkollege     | Platzierung | Ausfallgrund |
| ---- | -------------------------- | ------------------- | --------------- | ----------- | ------------ |
| 1926 | Automobiles Théo Schneider | Théo Schneider 25SP | Pierre Tabourin | Rang 6      |              |